# Al dente
Al dente (talijanski jezik. al denta - "prema zubu") kulinarski je termin za tjesteninu (rjeđe i za povrće i rižu) kuhanu do idealne čvrstoće koji se najčešće koristi u kulinarstvu, ali i u domaćinstvu.
Tjestenina kuhana al dente ima manji glikemijski indeks nego mekano kuhana tjestenina.
Molto al dente kulinarski je termin za neznatno potkuhanu tjesteninu. Ta neznatno potkuhana tjestenina će se kuhati još jednom. Kulinarski termin za tjesteninu kuhanu dva puta je al forno.